# Adriana Cáceres
Adriana Cintia Cáceres (Pilar, Provincia de Buenos Aires, 12 de noviembre de 1982) es una politóloga y política argentina. Entre el 27 de febrero de 2020 y el 10 de diciembre de 2021 ejerció como Diputada de la Nación Argentina en representación de la Provincia de Buenos Aires.

## Biografía
Nació en la Provincia de Buenos Aires y realizó sus estudios primarios y secundarios en la escuela pública N° 11 y en el Instituto Madre del Divino Pastor, respectivamente, en el partido de Pilar donde vive desde los cinco años.
Se graduó como Licenciada en Ciencias Políticas en el año 2006 egresando de la Facultad de Ciencias Sociales de la Universidad de Buenos Aires. Posteriormente realizaría un magisterio en Políticas Públicas en la Universidad Torcuato Di Tella, finalizándolo en el año 2011 y luego en 2013 completaría un posgrado en Gobernabilidad y Gerencia Política de la Universidad de San Andrés, en conjunto con Universidad George Washington.

### Ámbito partidario
En 2007 comenzó a militar en el partido Propuesta Republicana (PRO), en la campaña de Mauricio Macri como Jefe de Gobierno de la Ciudad Autónoma de Buenos Aires.
Entre 2011 al 2013 fue Secretaria de Formación Política de Jóvenes PRO. Al mismo tiempo, asumió como coordinadora del equipo técnico de Juventud en la Fundación Pensar. Desde 2017 es Secretaria General del PRO en Pilar (Provincia de Buenos Aires) y en 2020 fue designada en el cargo de Coordinadora Regional de PRO Mujeres.
En 2017 integró la lista de la coalición Cambiemos como candidata a Diputada Nacional por la Provincia de Buenos Aires, ocupando el puesto 16. Con el 42,15% Cambiemos consiguió 15 bancas, por lo tanto Cáceres en ese momento no logró ingresar a la Cámara de Diputados de la Nación Argentina.

### Ámbito público
A partir de diciembre de 2007 tuvo su primer experiencia en gestión pública como investigadora en el Observatorio de la Juventud, Dirección General de Políticas Juventud del Gobierno de la Ciudad Autónoma de Buenos Aires. 
En 2011 asumió como Subgerente Operativa en la Dirección General de Planificación Comunicacional del Gobierno de la Ciudad Autónoma de Buenos Aires, con el fin de ejecutar las políticas y estrategias de información y comunicación de los actos de gobierno y servicios a la comunidad.
De 2014 a 2015 tomó el cargo de Jefa de Asesores de la legisladora Victoria Roldán Méndez, en la Legislatura de la Ciudad Autónoma de Buenos Aires.
Entre 2015 y 2018 se desempeñó como Directora Federal de Juventud en el Instituto Nacional de Juventud (INJUVE) mientras que en el 2019 finalizó la gestión liderando el Instituto.

### Diputada Nacional
El diputado nacional Guillermo Montenegro sería elegido como intendente del Partido de General Pueyrredón y renunciaría a su banca como diputado generando así una vacante en la Cámara.
Al haber compartido con Montenegro la lista de 2017, por corrimiento de acuerdo con la Ley N.º 23.298 que establecía el cupo mínimo de mujeres candidatas, vigente al momento de su elección, correspondía asumir la banca a Adriana Cáceres. Sin embargo, al producirse la vacante, quien estaba detrás de Cáceres en la lista interpuso un amparo judicial invocando la Ley N.º 27.412 de Paridad de Género en los Ámbitos de Representación Política, sancionada posteriormente a la elección de 2017, para asumir en reemplazo del varón saliente.
Cáceres había presentado un amparo judicial para que se garantice su asunción, que fue acompañado por un amicus curiae (amigos del tribunal) que suscribieron integrantes del colectivo de mujeres y organizaciones civiles de reconocida trayectoria.
La actual diputada obtuvo sendos fallos favorables: en primer lugar, del Juzgado Federal con competencia electoral de La Plata, Provincia de Buenos Aires; y, en segundo lugar, de la Cámara Nacional Electoral. Tanto primera como segunda instancia judicial, los cuatro jueces intervinientes en la causa, confirmaron su acceso a la Cámara de Diputados.
El 27 de febrero del año 2020 Adriana jura como diputada nacional para completar el mandato del diputado saliente hasta el 9 de diciembre de 2021. 
En su trabajo legislativo se pueden observar proyectos relacionados con la acción social, las mujeres y la educación. Además de temáticas juveniles y del derecho a la propiedad privada. Entre esos proyectos impulsados por la diputada se pueden ver el de “Incorporación de la perspectiva de género en el Comité de Crisis del Poder Ejecutivo Nacional” y “Ley Universidad Nacional de Pilar” entre otros.
Durante el tratamiento de la Ley de Interrupción Voluntaria del Embarazo de Argentina Cáceres fue una de los once diputados del PRO que votó a favor del proyecto.
En 2021 secundó a Sebastián Neuspiller como candidata a concejal por Pilar en la lista de Juntos que llevó a Diego Santilli como candidato a diputado nacional por el frente opositor. Los resultados le permitieron a Cáceres acceder a una banca en el concejo deliberante y juró el 10 de diciembre de 2021. Conformó el monobloque PRO a diferencia de su compañero de lista que armó el bloque Juntos.